# Tour della nazionale maschile di rugby a 15 della Francia 1990
Nel 1990 la nazionale francese di rugby a 15 si reca in tour in Australia. Evento clou sono i tre test match contro i Wallabies con due sconfitte ed una vittoria per i "galletti".
Nel frattempo, la squadra "A" si reca in tour in Namibia.

## Tour in Australia
Il tour è funestato da un evento tragico per la morte, durante il viaggio di ritorno, del tallonatore francese Dominique Bouet. Causa della morte, nel sonno, un'asfissia dovuta ad ostruzione della trachea causa inalazione di liquido gastrico.

### La squadra
- Capitano: Serge Blanco
- Manager: Jacques Fouroux
- Coach : J.Fouroux, Daniel Dubroca
- Estremi

Serge Blanco (Biarritz) 

Jean-Baptiste Lafond (Racing Parigi)
- Tre quarti

Pierre Hontas (Biarritz) 

Bernard Lacombe (Agen)

Patrice Lagisquet (Bayonne) 

Jean-Claude Langlade (Hyeres) 

Franck Mesnel (Racing Parigi) 

Philippe Saint-André (Montferrand)

Philippe Sella (Agen)

Stéphane Weller (Grenoble)
- Mediani

Didier Camberabero (Beziers)

Jean-Patrick Lescarboura (Dax) 

Aubin Hueber (Lourdes) 

Henri Sanz (Narbonne RC)
- Avanti

Éric Alabarbe (Brive)

Louis Armary (Lourdes) 

Abdelatif Benazzi (Agen)

Philippe Benetton (Agen)

Xavier Blond (Racing Parigi) 

Dominique Bouet (Dax) 

Gilles Bourguignon (Narbonne RC) 

Jean Condom (Biarritz) 

Christophe Deslandes (Racing Parigi) 

Thierry Devergie (Nimes) 

Philippe Gallart (Beziers)

Fabrice Heyer (Montferrand)

Christophe Larroque (Lombez-Samatan) 

Eric Melville (Tolone) 

Marc Pujolle (Nizza) 

Olivier Roumat (Dax)

### Risultati
Sistema di punteggio: meta = 4 punti, Trasformazione=2 punti.Punizione e calcio da mark=  3 punti. drop = 3 punti. 
| Arbitro: | K. Fitzgerald |

|        |      |                   |
| Fawley | mt   | Blanco, Benazzi   |
| Knox   | tr   | D. Camberarbero 2 |
| Knox 2 | c.p. |                   |
|        | drop | D. Camberarbero   |

| Arbitro: | Kinsey |

|             |      |                          |
| Girvan      | mt   | Lescarboura, Saint-Andrè |
| Matt Pini   | tr   | Lafondo                  |
| Matt Pini 5 | c.p. | Lafond 2, Lecarboura     |
| Lescarboura | drop |                          |

| Arbitro: | Alan Spreadbury |

| |            | |
| Martin | mt         | |
| Lynagh | tr         | |
| Lynagh 5 | c.p.       | D. Camberabero 3 |
| 15.Greg Martin, 14.Ian Williams, 13.Jason Little, 12.Tim Horan, 11.Paul Carozza, 10.Michael Lynagh, 9.Nick Farr-Jones (cap), 8.Tim Gavin, 7.Jeff Miller, 6.Brendon Nasser, 5.Peter FitzSimons, 4.Rod McCall, 3.Ewen McKenzie, 2.Phil Kearns, 1.Tony Daly - sostituti: Anthony Herbert | Formazioni | · 15.Serge Blanco (cap), 14.Stephane Weller, 13.Jean-Claude Langlade, 12.Philippe Sella, 11.Patrice Lagisquet, 10.Didier Camberabero, 9.Henri Sanz, 8.Christophe Deslandes, 7.Abdelatif Benazzi , 6.Eric Melville, 5.Olivier Roumat, 4.Thierry Devergie, 3.Philippe Gallart, 2.Louis Armary, 1.Marc Pujolle |

Benazzi sarà sospeso per nove giorni per aver deliberatamente calpestato un avversario a terra
| Arbitro: | P. Thomas |

|         |      |                                           |
| Heath   | mt   | Roumat, Alabarbe Bourguignon, Saint-André |
|         | tr   | Lafond 2                                  |
| Merlo 5 | c.p. | Lescarboura                               |
|         | drop | Lescarboura                               |

| Arbitro: | A. MacNeill |

|          |      |                |
| Lynagh 5 | c.p. | D. Camberabero |

| Arbitro: | Chris Norling |

| |            | |
| Campese < Carozza, Cornish Gavin, Little 1 meta tecnica | mt         | Armary, Blanco 2, Lacombe |
| Lynagh 6 | tr         | D. Camberabero 3 |
| Lynagh 4 | c.p.       | D. Camberabero 3 |
| 15.David Campese, 14.Ian Williams, 13.Jason Little, 12.Paul Cornish, 11.Paul Carozza, 10.Michael Lynagh, 9.Nick Farr-Jones (cap), 8.Tim Gavin, 7.Brendon Nasser, 6.Sam Scott-Young, 5.Peter FitzSimons, 4.Rod McCall, 3.Ewen McKenzie, 2.Phil Kearns, 1.Tony Daly | Formazioni | 15.Serge Blanco (cap), 14.Bernard Lacombe, 13.Philippe Sella, 12.Franck Mesnel, 11.Patrice Lagisquet, 10.Didier Camberabero, 9.Henri Sanz, 8.Olivier Roumat, 7.Abdelatif Benazzi, 6.Eric Melville, 5.Jean Condom, 4.Thierry Devergie, 3.Fabrice Heyer, 2.Louis Armary, 1.Marc Pujolle - sostituti: Philippe Gallart |

| Arbitro: | Chris Norling |

| |            | |
| Campese, Daly | mt         | D. Camberabero, Mesnel |
| Lynagh | tr         | D. Camberabero |
| Lynagh | c.p.       | D. Camberabero 2, Serge Blanco |
| Lynagh | drop       | D. Camberabero 3 |
| 15.David Campese, 14.Ian Williams, 13.Jason Little, 12.Paul Cornish, 11.Paul Carozza, 10.Michael Lynagh, 9.Nick Farr-Jones 8cap), 8.Tim Gavin, 7.Brendon Nasser, 6.Jeff Miller, 5.Peter FitzSimons, 4.Rod McCall, 3.Ewen McKenzie, 2.Phil Kearns, 1.Tony Daly, sostituti: , 16.Sam Scott-Young, 17.Greg Martin | Formazioni | · 15.Serge Blanco (cap), 14.Philippe Saint-André, 13.Philippe Sella, 12.Franck Mesnel, 11.Patrice Lagisquet, 10.Didier Camberabero, 9.Aubin Hueber, 8.Eric Melville, 7.Abdelatif Benazzi, 6.Xavier Blond, 5.Thierry Devergie, 4.Olivier Roumat, 3.Philippe Gallart , 2.Louis Armary, 1.Dominique Bouet, sostituti: , 16.Jean Condom, 17.Jean-Baptiste Lafond |

## La squadra "A" in Namibia
| Windhoek 16 giugno 1990 | Namibia B | 12 – 37 | Francia A |  |

| Keetmanschoop 19 giugno 1990 | Southern Namibia | 12 – 19 | Francia A |  |

| Windhoek 23 giugno 1990 | Namibia | 15 – 24 | Francia A |  |

| Welvis Bay 26 giugno 1990 | Welwitschia | 16 – 29 | Francia A |  |

| Windhoek 30 giugno 1990 | Namibia | 21 – 25 | Francia A |  |